# La strega (film 1956)
La strega (La sorcière) è un film del 1956 diretto da André Michel.

## Trama
Una regione isolata della Svezia. L'ingegnere forestale francese Laurent Brulard si trova a scontrarsi con le superstizioni locali che causano non poche difficoltà al suo lavoro e alla vita quotidiana.
Incontra Kristina, proprietaria terriera, che si innamora di lui.
Nel tentativo di sradicare certi antichi tabù, Laurent distrugge delle rocce considerate sacre dai locali, ma un giorno si perde nella foresta e finisce nelle sabbie mobili. Viene salvato da una vecchia donna e dalla di lei figlia, Aino, che hanno la fama di essere delle streghe. Laurent s'innamora di Aino, scatenando la gelosia di Kristina.
Quando infine l'ingegnere decide di sposare Aino, la gente del posto si oppone a fare entrare la giovane "strega" nel loro tempio sacro per la celebrazione del rito.

## Riconoscimenti
- 1956 - Festival di Berlino
  - Orso d'argento